# Siccia guttulosana
Siccia guttulosana är en fjärilsart som beskrevs av Walker 1863. Siccia guttulosana ingår i släktet Siccia och familjen björnspinnare. Inga underarter finns listade i Catalogue of Life.